# Cửa hàng bách hóa của anh em Barasch

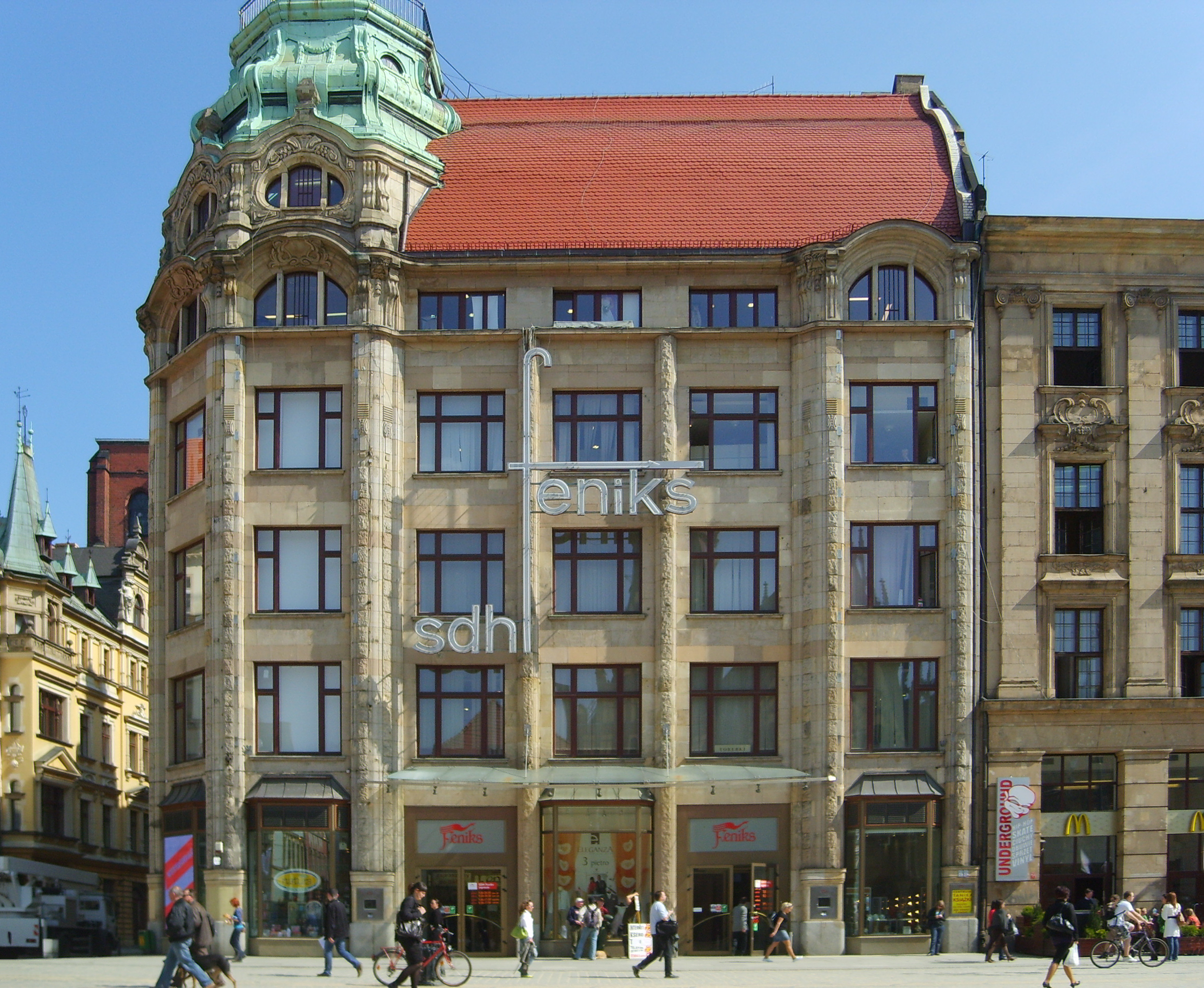
Cửa hàng bách hóa của anh em Barasch trước đây, nhìn từ Quảng trường Chợ

Mặt tiền Art Nouveau ban đầu, 1904

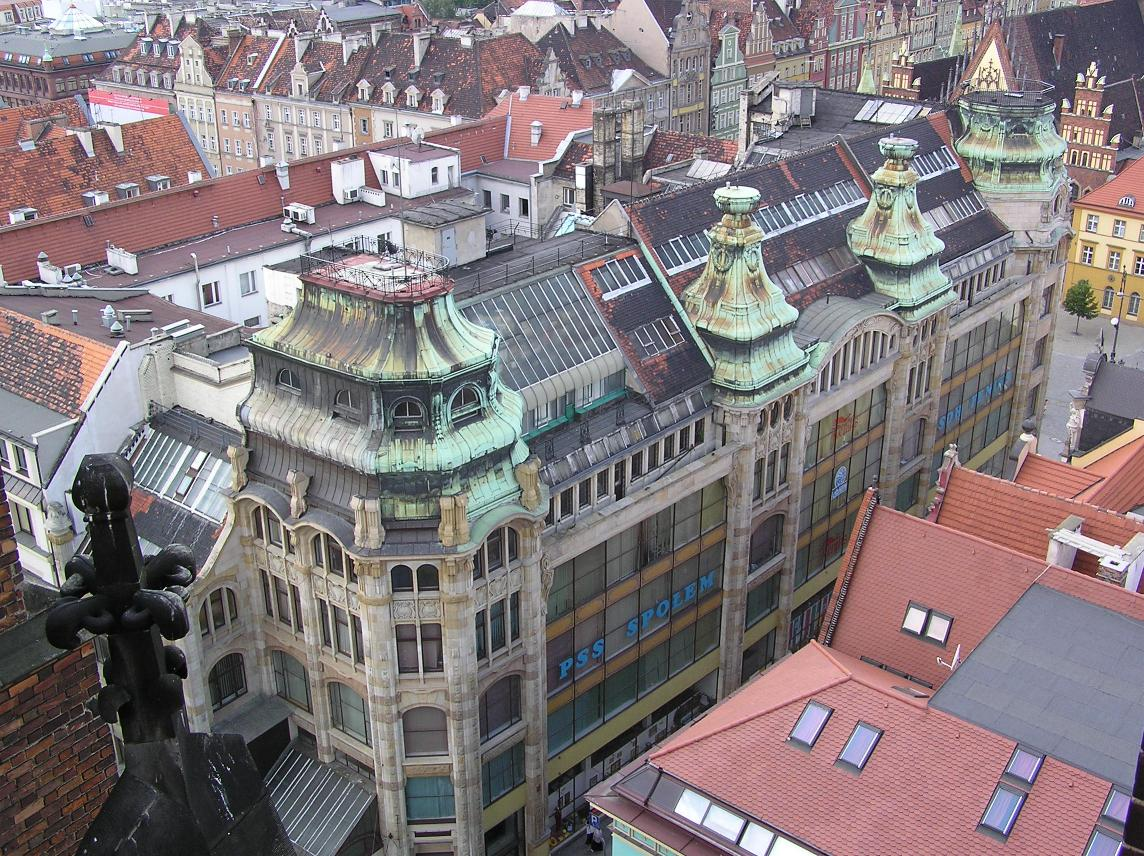
Quang cảnh từ cây cầu giữa các tòa tháp của Nhà thờ St. Mary Magdalene. Quảng trường Chợ và Tòa thị chính nằm ở góc trên bên phải.

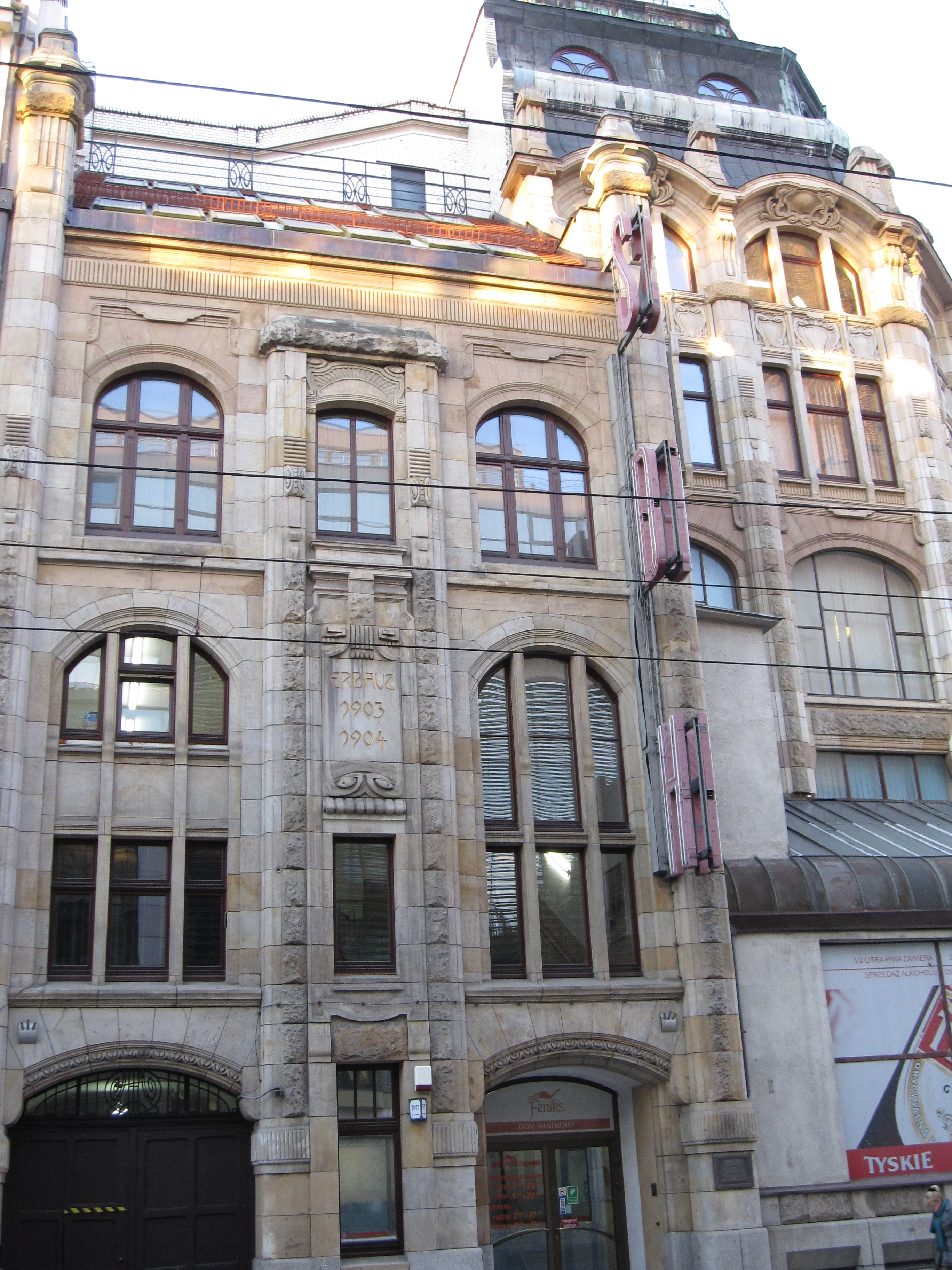
Đây là hình ảnh của bức thư Art Nouveau duyên dáng xác định ngày xây dựng của Cửa hàng bách hóa Barasch Brothers ở Wrocław, Ba Lan (trước đây là Breslau, Đức), một trong số ít chữ khắc bằng tiếng Đức còn sót lại trong thành phố.

Cửa hàng bách hóa của anh em Barasch (tiếng Đức: Warenhaus Gebrüder Barasch) là tên gốc của một cửa hàng bách hóa ở Wrocław, Ba Lan (lúc đó là Breslau, Đức), nằm giữa phía đông của quảng trường chợ và Ulica Szewska (tiếng Đức: Schuhbrücke). Ngày nay, tòa nhà là vị trí của Cửa hàng bách hóa Phoenix (tiếng Ba Lan: Dom Handlowy Feniks).
Được xây dựng từ năm 1902 đến 1904 cho gia đình thương gia người Do Thái Đức Barasch bởi kiến trúc sư Georg Schneider, cửa hàng đã được mở cửa vào ngày 4   Tháng 10 năm 1904. Năm 1929, mặt tiền Art Nouveau ban đầu đối diện với quảng trường chợ được thiết kế với cái nhìn đơn giản, hiện đại hơn; kính lớn phía trên lối vào chính đã được thay thế bằng các hàng cửa sổ thông thường hơn. Quả cầu thủy tinh lớn trên tòa tháp chính ở góc Ulica Szewska và Kurzy Targ (tiếng Đức: Hintermarkt), đã bị hư hại bởi sét, cũng đã được gỡ bỏ.
Sau khi đảng Quốc xã lên nắm quyền, gia đình Do Thái Barasch chịu áp lực, và đến năm 1934 và 1935 quyết định bán chuỗi cửa hàng bách hóa và rời khỏi đất nước, ngay cả trước khi Aryan-hóa chính thức của các doanh nghiệp Do Thái bắt đầu.
Giống như tất cả các trung tâm lịch sử của Breslau, tòa nhà đã bị hư hại nặng nề trong giai đoạn cuối của Thế chiến II. Tuy nhiên, ngay sau khi chính quyền Ba Lan được thành lập vào năm 1945, việc tái thiết bắt đầu và tòa nhà được giao lại cho mục đích ban đầu vào ngày 7 tháng 8 năm 1946. Ban đầu, chỉ có tầng trệt được khôi phục và sử dụng cho kinh doanh. Từ năm 1961, tòa nhà được cải tạo và hiện đại hóa hoàn toàn; tầng thứ hai và thứ ba đã được thêm vào để trở thành cửa hàng bán lẻ. Năm 1965, doanh nghiệp mở cửa trở lại dưới cái tên Spółdzielczy Dom Handlowy "Feniks" ("Cửa hàng bách hóa hợp tác 'Phoenix'), vẫn được sử dụng cho đến ngày nay. chính quyền địa phương. Hiện tại, tòa nhà đang được cải tạo.

## Văn chương
- Krystyna Kirschke / Paweł Kirschke: Sto lat domu handlowego "Feniks". (Warenhaus Gebrüder Barasch), Wrocław: "Społem" Powszechna Spółdzielnia Spożywców Feniks 2004